# Club Omnisport De Meknès
O COD Meknès é um clube de futebol com sede em Meknès, Marrocos. A equipe compete no Campeonato Marroquino de Futebol.

## História
O clube foi fundado em 1962.

## Treinadores
- Aziz Al-Khayati
- Raoul Savoy (2003–05)
- Eugen Moldovan (2006–07)
- Abderrahim Talib (2012)
- Youssef Lemrini (Nov 2012 – Jan 13)
- Hicham El Idrissi (Jan 2013 – Feb 13)
- Abdelaziz Kerkache (Feb 2013–)